# OPPO Reno
OPPO Reno與OPPO Reno 10倍變焦版是OPPO開發和製造的Android系統智能手機，於2019年4月10日正式發布。

## 規格

### 硬件
OPPO Reno 10倍變焦版搭載了一枚高通驍龍855處理器。配備感光元件Sony IMX586，可以輸出4800萬像素相片，採用三攝全焦段影像系統，4800萬高清主攝、1300萬潛望式長焦鏡頭和800萬超廣角鏡頭，以「接棒式」實現16-160mm 的「全焦段」覆蓋，並擁有雙OIS光学防抖。

### 軟件
OPPO Reno 10倍變焦版搭運行基於Android 9 Pie的ColorOS 6。